# Algieria na Letnich Igrzyskach Paraolimpijskich 2012
Algierię na Letnich Igrzyskach Paraolimpijskich 2012 reprezentuje 33 sportowców w 4 dyscyplinach.

## Zdobyte medale
| Medal | Zawodnik      | Dyscyplina | Konkurencja | Data        |
| ----- | ------------- | ---------- | ----------- | ----------- |
| Brąz  | Sid Ali Lamri | Judo       | 66 kg       | 30 sierpnia |
| Brąz  | Mouloud Noura | Judo       | 60 kg       | 30 sierpnia |

| Medale według dni | Medale według dni | Medale według dni | Medale według dni | Medale według dni | Medale według dni | Medale według dni |
| ----------------- | ----------------- | ----------------- | ----------------- | ----------------- | ----------------- | ----------------- |
| Dzień             | Data              |                   |                   |                   |                   |                   |
| Dzień 0           | 29                | —                 | —                 | —                 | —                 |                   |
| Dzień 1           | 30                | 0                 | 0                 | 0                 | 2                 |                   |
| Dzień 2           | 31                | 0                 | 0                 | 0                 | 0                 |                   |